# 中华人民共和国民法总则
《中华人民共和国民法总则》是中华人民共和国全国人民代表大会在《中华人民共和国民法通则》的基础上所制定的全新的《中华人民共和国民法》（以下称民法典）的总则篇，在2017年3月15日第十二届全国人民代表大会第五次会议闭幕式上经投票决议通过，现已于2017年10月1日正式施行。
《中华人民共和国民法总则》实施后，《中华人民共和国民法通则》的较大部分内容已由《中华人民共和国民法总则》取代。《中华人民共和国民法典》于2020年5月28日颁布，2021年1月1日起实施；《民法总则》被《民法典》总则编及附则取代并废止。
《中华人民共和国民法总则》由基本规定、自然人、法人、非法人组织、民事权利、民事法律行为、代理、民事责任、诉讼时效、期间计算、附则，共十一章、总计二百零六个条款组成。

## 立法经过
- 2016年2月2日，全国人大常委会法制工作委员会将《中华人民共和国民法总则草案（征求意见稿）》印发地方人大、中央有关部门和部分全国人大代表、法学教学研究机构和一些社会组织征求意见。[1][2][3]
- 2016年6月27日，第十二届全国人民代表大会常务委员会第二十一次会议初次审议了《中华人民共和国民法总则（草案）》。
- 2016年7月5日～8月4日，《中华人民共和国民法总则（草案）》初次审议稿对外公开，并首次向社会进行了公开的意见征集。
- 2016年10月31日，《中华人民共和国民法总则（草案）》再次被提请于第十二届全国人民代表大会常务委员会第二十四次会议审议。
- 2016年11月18日～2016年12月17日期间，《中华人民共和国民法总则（草案）》的二次审议稿对外公开，并再次向社会进行了公开的意见征集。
- 2016年12月19日，《中华人民共和国民法总则（草案）》第三次被提请于第十二届全国人民代表大会常务委员会第二十五次会议审议。
- 2016年12月25日，第十二届全国人大常委会第二十五次会议决定，将已经由第十二届全国人民代表大会常务委员会三次做出审议的《中华人民共和国民法总则（草案）》提请2017年召开的第十二届全国人民代表大会第五次会议审议。
- 2016年12月27日～2017年1月26日，《中华人民共和国民法总则（草案）》的三次审议稿对外公开，并第三次向社会进行了公开的意见征集。
- 2017年3月8日下午，第十二届全国人民代表大会第五次会议第二次全体会议上，《中华人民共和国民法总则（草案）》被第四次提请审议，全国人大常委会副委员长李建国在会上发表了[4]关于《中华人民共和国民法总则（草案）》的说明。
- 2017年3月15日上午，在第十二届全国人民代表大会第五次会议闭幕式上，《中华人民共和国民法总则（草案）》经人大代表决议获得通过，并经由中华人民共和国主席习近平以《中华人民共和国主席令》的方式签署后公布，确定于2017年10月1日起正式生效。

## 与民法通则及民法典的关系
《中华人民共和国民法总则》是民法典的总则编部分，基于“提取公因式”的原则制定。因而《中华人民共和国民法总则》并未囊括《中华人民共和国民法通则》的全部内容，故而在《中华人民共和国民法总则》实施后，《中华人民共和国民法通则》并不会立即被废除，是要待民法典各分编全部完成，并且对关于涉外民事关系的法律适用方面的一般规定予以了确定之后，《中华人民共和国民法通则》才会被完全废除。
在民法理论实践上，鉴于目前《中华人民共和国民法通则》尚未被废除，新法、旧法均有规定但不一致的，且旧法中并无明确的特殊规定，故而依照现行法律《中华人民共和国立法法》的规定，根据其第九十二条的关于法律适用的规定由新法中规定的内容取代旧法中规定的内容。
《中华人民共和国民法总则》中的主要内容，被编入《中华人民共和国民法典》的总则编。其中，该法律中的附则部分将在整合为民法典时划入民法典的最后一编（即附则）。在《民法典》完成整合后，该法律不再以单行法的方式实施，而是以民法典的方式予以实施。